# Lasionycta phaea
Lasionycta phaea es una especie de mariposa nocturna de la familia Noctuidae.
Es una especie ártica y se ha recolectado de la isla de Baffin en el noreste de Canadá a la cordillera central de Brooks en el norte de Alaska, y hacia el sur a lo largo de la costa oeste de la bahía de Hudson hasta Arviat, Nunavut.
Los adultos son diurnos y habitan en la tundra húmeda. Los adultos vuelan desde finales de junio hasta mediados de julio.
- Datos: Q6493449
- Multimedia: Lasionycta phaea / Q6493449
- Especies: Lasionycta phaea